# Tyrell Biggs
Tyrell Biggs (ur. 22 grudnia 1960 w Filadelfii) – amerykański bokser, mistrz olimpijski z 1984 i mistrz świata amatorów z 1982.

## Kariera amatorska
Zwyciężył w wadze superciężkiej (ponad 91 kg) na mistrzostwach świata w 1982 w Monachium wygrywając kolejno z Ferencem Somodim z Węgier, Walerijem Abadżianem ze Związku Radzieckiego, Peterem Hussingiem z RFN i w finale z Francesco Damianim z Włoch. Zdobył brązowy medal na igrzyskach panamerykańskich w 1983 w Caracas po porażce w półfinale z Jorge Luisem Gonzálezem z Kuby.
Zdobył złoty medal w wadze superciężkiej na igrzyskach olimpijskich w 1984 w Los Angeles. Pokonał m.in. Lennoxa Lewisa w ćwierćfinale, Aziza Salihu z Jugosławii w półfinale i ponownie Francesco Damianiego w finale. 
Był amatorskim mistrzem Stanów Zjednoczonych w wadze superciężkiej w 1981, 1982 i 1983.

## Kariera zawodowa
Turell Biggs przeszedł na zawodowstwo w 1984. Wygrał pierwsze 15 walk, w tym z Renaldo Snipesem w grudniu 1986. 16 października 1987 w Atlantic City próbował zdobyć pas zawodowego mistrza świata wagi ciężkiej federacji WBA, WBC i IBF, lecz Mike Tyson pokonał go przez techniczny nokaut w 7. rundzie. 29 października 1988 w Cesenie przegrał przed czasem z Francesco Damianim. Później walczył ze zmiennym szczęściem. Pokonali go m.in. Riddick Bowe i Lennox Lewis. Wycofał się w 1994, ale w 1997 powrócił i stoczył jeszcze cztery walki. Ostatecznie zakończył karierę w 1998.